# インテリジェント文字認識
インテリジェント文字認識 (インテリジェントもじにんしき、英: Intelligent character recognition, ICR)は、コンピュータサイエンスにおいて、高度な光学式文字認識（OCR）、またはより具体的には手書き認識システムのことであり、処理中にコンピュータがフォントやさまざまなスタイルの手書きを学習して、精度と認識レベルを向上できる。

## 機能
ほとんどのICRソフトウェアには、ニューラルネットワークと呼ばれる自己学習システムがあり、新しい手書きパターンの認識データベースを自動的に更新する。活字認識（OCRの機能）から手書き文字認識まで、文書処理を目的としたスキャンデバイスの有用性を広げる。手書きの認識は、状況によっては、精度レベルがあまり良くない場合があるが、定型帳票の中では97%以上の手書き読み取り精度を達成できる。多くの場合、これらの高い認識率を達成するために、ソフトウェア内で複数の読み取りエンジンが使用され、それぞれに文字の実際の読み取りを決定するための選択的な投票権が与えられる。数値フィールドでは、数字を読み取るように設計されたエンジンが優先されるが、アルファフィールドでは、手書きの文字を読み取るように設計されたエンジンの方が選択権が高くなる。特注のインターフェースハブと組み合わせて使用すると、手書きのデータをバックオフィスシステムに自動的に入力できるため、面倒な手動キーイングを回避でき、従来の人間によるデータ入力よりも正確になる。

### 帳票自動処理
ICRの重要な開発は、1993年にJoseph Corcoranが発明の特許を取得した帳票自動処理を発明したことである。これには、ICRによって処理される帳票画像を取得し、ICRエンジンが最良の結果を提供できるように準備し、ICRエンジンを使用して情報を取得し、最後に結果を処理して、ICRエンジンからの出力を自動的に検証する3段階のプロセスが含まれる。
このICRのアプリケーションは、技術の有用性を高め、通常のビジネスアプリケーションで実際の帳票で使用できるようにした。最新のソフトウェアアプリケーションは、手で記入された（手書きの）帳票のテキストを認識する技術としてICRを使用している。

## インテリジェント単語認識
インテリジェント単語認識（IWR）は、印刷された手書きの情報だけでなく、筆記体の手書きも認識して抽出できる。 ICRは文字レベルで認識するが、IWRは完全な単語またはフレーズで機能する。毎日のページから非構造化情報をキャプチャできるIWRは、手書きのICRよりも進化していると言われている。

IWRは、従来のICRおよびOCRシステムを置き換えることを意図したものではなく、本質的にICRに適さない、ほとんどが自由形式で認識が難しいデータフィールドを含む実際の文書の処理用に最適化されている。つまり、IWRの最有効使用は、手書きデータの手動入力や、人間だけがキー入力できる文書の手書きフィールドの実行を排除することである。